# 櫻井孝宏
櫻井孝宏（日语：／ Sakurai Takahiro，1974年6月13日—）為日本男性聲優。出身於愛知縣岡崎市。身高177cm，體重58kg，血型A型。

## 人物
- 家庭成員：父、母、兩個弟弟（差3歲及9歲）。父母曾經多次於櫻井所主持的廣播節目中以電話方式出演。老家的本業是米店[2]，店名為「櫻井米穀店」，在當地小有名氣（本人談）。
- 代代木動畫學院（名古屋校）、81演技研究所（東京校）畢業，在養成所時期就已經正式出道。[2]
- 聲優界的親近友人有小林沙苗、水樹奈奈、鈴村健一、千葉千惠巳、森久保祥太郎、杉田智和、福山潤、宮野真守、齋賀觀月、藤原啓治、岩田光央等人。
- 擔任劇團「劇団松井」座長，已舉行過多次公演。
- 從廣播劇《16-sixteen-》所誕生團體「R-16」之一員（成員＝櫻井孝宏、鈴村健一、小尾元政）
- 2005年8月OVA「最终幻想VII：降临之子」於第62屆威尼斯影展參展。
櫻井以擔任主角配音的身份，成為繼山寺宏一後第2位踏上星光大道的日本籍聲優。
- 與聲優鈴村健一在配快感指令時認識，兩人一起主持過廣播節目Cherry Bell（2003-2015），名字是取自櫻（Cherry）鈴（Bell）。據說公司當初先找了櫻井，讓他找一位搭檔一起主持，而他選了鈴村。
- 2013年脫離事務所81 PRODUCE回歸自由身，2014年7月加入了事務所INTENTION，並說：「我和鈴認識了好多年，有著很深的緣分。無論過去還是將來，在這個世界上，他（指鈴村健一）都是那個和我一起努力前行的人」。
- 2023年3月31日退出INTENTION事務所[3]。

## 爭議
2022年9月23日，《週刊文春》指出櫻井多年前已經與一位同期出道、相識逾20年的前女性聲優結婚，其後這一消息獲事務所證實，但結婚對象因應本人意願並未對外公開。2022年10月26日，被爆出婚內出軌長達十年，櫻井承認此事。據部分媒體報導，女方為櫻井廣播節目中負責製作編寫劇本的放送作家，因此受到打擊已住院。櫻井並表示此事已告知妻子。其後發出聲明稿，但文中並未向特定人士致歉。
2023年1月17日，週刊文春再度爆出櫻井有第二位外遇對象，雙方自2006年就斷斷續續交往15年，櫻井在秘婚後仍要求女方傳送私密照，又向對方贈送訂製戒指。女方在櫻井爆出不倫戀後要求得到對方的解釋和道歉，并要求賠償金，櫻井的律師提出支付100萬日圓。由於雙方就金額的意見不合，還有可能會轉成刑事案件。
相關事件同時影響櫻井的動畫配音事業，不僅原預定在新動畫《AYAKA -綾島奇譚-》的配音戲份被取消、參與20年的廣播節目至此結束合作，甚至為此與合作8年半的INTENTION終止合約，櫻井在接受媒體採訪時稱這是自身承擔責任的方式。

## 演出作品
※粗體字表示說明飾演的主要角色。

### 電視動畫
1996年
- 爆走兄弟（競技長、プロトセイバー戦隊ホワイト）

1997年
- 爆走兄弟WGP（リオーネ、ワルデガルド・ダーナラ）
- 神奇寶貝（ポケモンゼミの生徒、マチスの手下、穿山鼠）

1998年
- 幸運女神 小不隆咚便利多多（カゲロウ）
- 庫洛魔法使（河野光一）
- 黃金城歷險記（兵士、男、当直仕官）
- 彩虹戰記IRIS（アベル）
- 危險調查員（〈第34話〉）

1999年
- 頭文字D second stage（THUNDERS）
- 快感指令（永井良彥）
- ZOIDS（ヒルツ）
- 數碼寶貝大冒險（甲蟲獸、藤山先生、美美的父親、他）

2000年
- 萬有引力（司儀）
- 捍衛者（浮矢瞬）
- 數碼寶貝大冒險02（甲蟲獸、成人的泉光子郎）
- 冷面魅影（不良B）
- 神奇寶貝（AD）

2001年
- 天使的尾巴（玄武的真、謎樣男子、獵師、客A）
- OFFSIDE（明智紀之）
- 妙妙魔法屋（霞仙太郎）
- 銀河天使（グレートマッスル）
- 基因攻防戰（ヒロト・アマギワ）
- 新白雪姬傳說（細）
- 人造人009（第3作）（009〈島村Joe〉）
- 光劍星傳EX（卡布力爾）
- ZOIDS新世紀Ø（畢特·克勞德）
- 布布恰恰（ケリー、ヘビ電車）
- ドッとKONIちゃん（府中サラブレッド）
- 戰鬥陀螺（トニー）
- 花右京女僕隊（慈悲王主人隊、慈悲王家管家、男學生、其他）
- 棋魂（岸本薰、本田敏則）
- 熱帶雨林的爆笑生活（兄「那個」又黑又硬閃閃發光的喜歡暗處窄處濕處的移動相當迅速的生物）

2002年
- 盜賊王JING（ルシアン）
- 小魔女DoReMi 大合奏!（柴田ひろあき）
- 閃靈二人組（鏡形而）
- 鬼眼狂刀（宮毘羅）
- 東京地底奇兵（翠）
- 鋼鐵偵探J（ボマ）
- 彩夢芭蕾（華亞）
- 魔王但丁（大柴壯介）
- 魔法咪路咪路（泰晤士）

2003年
- 魁!!天兵高校（神山高志、壽司店的兒子）
- 萬花筒之星（雷歐·渥茲伍爾）
- 貯金大冒險（ハンサム、マスタード）
- 魔法少年賈修（高嶺清人）
- 真月譚月姬（有彥）
- Saint Beast～聖獸降臨篇～（玄武のシン）
- TRANSFORMERS ARMADA（ダブルフェイス / ミラー）
- PEACE MAKER鐵（山崎烝）
- 神奇寶貝超世代（ワット）
- 魔偵探洛基 RAGNAROK（洛基（覺醒後）)

2004年
- （岬先生）
- （黑川）
- 今日大魔王!（澀谷有利、魔劍）
- 吟遊默示錄（歐路菲）
- 抓鬼天狗幫（春華 / 食鬼天狗）
- 超變身巫女祈鬥士（クルス・プリースト）
- 月詠（御堂成兒）
- 名偵探柯南（鱒渊拓也、比護隆佑）
- 魔法咪路咪路第三季（神名一）
- 小魔女DoReMi OVA 童年秘密篇 (敦彥)

2005年
- 今日大魔王! 第二季（澀谷有利、魔劍）
- 槍與劍（雷‧郎格蘭）
- Canvas2～彩虹色的圖畫～（上倉浩樹）
- 絕對少年（小早川成基）
- 嬉皮笑園（桃瀨修）
- 黑貓（傑諾斯‧哈薩德）
- BLEACH（吉良井鶴、侘助）
- 薔薇少女（白崎）

2006年
- 怪 ayakashi（賣藥郎）
- 無罪的維納斯 （鶴澤仁）
- 學園天堂 BOY'S LOVE HYPER!（遠藤和希）
- 玻璃艦隊（吉魯）
- 增血鬼果林（黑薔薇的王子）
- 吟遊默示錄wieder（歐路菲）
- Code Geass 反叛的魯路修（樞木朱雀）
- 雙面騎士（馬克西米利安·羅伯士比〈第八話開始〉）
- 零之使魔（基修）
- 驅魔少年（神田由/神田優）
- .hack//Roots（長谷雄）
- BLACK BLOOD BROTHERS（望月次郎）
- MUSASHI -GUN道-（佐佐木小次郎）
- MAJOR 2nd season（榎本直樹）
- 熱拳本色1 日美決戰編（影道總帥）

2007年
- 君吻 pure rouge（甲斐榮二）
- 獸神演武 -HERO TALES-（劉煌孟甜）
- Saint Beast～光陰敘事詩天使譚～（玄武のシン）
- 零之使魔 雙月的騎士（基修）
- 殭屍借貸（橘思徒）
- 火影忍者疾風傳（赤砂蝎）
- 物怪（賣藥郎）

2008年
- 今日大魔王! 第三季（澀谷有利、魔劍）
- Code Geass 反叛的魯路修 R2（樞木朱雀）
- 純情羅曼史（高橋美咲）
- 純情羅曼史 第二季（高橋美咲）
- 零之使魔 三美姬的輪舞（基修·杜·格拉蒙）
- 迷宮塔 ～烏魯克之盾～（尼芭）
- 破天荒遊戲（亞爾賽德）
- 魔法人力派遣公司（石動圭）

2009年
- 源氏物語千年紀 Genji（光源氏）
- 迷宮塔 ～烏魯克之盾～（尼芭）
- 戰場女武神（法魯迪奧·拉恰多）
- 初戀限定（曾我部弘之）
- 四葉遊戲（東雄平）
- 香格里拉（九土省吾）
- 毒蛇信条（乌拉）
- 化物語（忍野咩咩）
- Battle Spirits少年激霸彈（百瀨勇貴）
- 空中鞦韆（田口哲也）
- 戰鬥司書系列（露魯塔＝庫沙庫納）

2010年
- 無法掙脫的背叛（桀斯 / 路卡·庫洛斯桀利亞）
- 半妖少女綺麗譚（總角景）
- 青春CUP（葉山圭吾）
- 江戶盜賊團五葉（彌一）
- 妖怪少爺（首無）
- 黑执事2（克勞德·弗史塔斯）
- 数码宝贝合体战争（多路路兽）
- 變形金剛進化版（囉嗦/急先鋒）
- Battle Spirits Brave（ゾルダー・グレイヴ）
- 女僕咖啡廳（磯端浮子）
- 傳說的勇者的傳說（迪亞·盧米布爾）
- 百花繚亂 SAMURAI GIRLS（德川慶彥）

2011年
- 我們仍未知道那天所看見的花的名字。（松雪集〈雪集〉）
- 「C」（真坂木）
- 神的記事本（宏哥 / 桑原宏明）
- 美食獵人TORIKO（庫克）
- 妖怪少爺 千年魔京（首無）
- 丹特麗安的書架（阿魯曼·傑里麥亞）
- 天才黃金腦～神之謎（盧克·盤城·克羅斯費德）
- 夏目友人帳 参（親戚的大哥）

2012年
- 零之使魔 F （基修·杜·格拉蒙）
- 直笛與背包（竹兄）
- BRAVE10（服部半藏）
- 男子高中生的日常（田畑勇介）
- 白熊咖啡廳（北極熊）
- 加速世界（Blue Knight）
- 無賴勇者的鬼畜美學（冰神京也）
- 釣球（烏拉拉）
- K（草薙出雲）
- DOG DAYS'（弗蘭波瓦茲·夏爾雷）
- 其中1個是妹妹！（帝野將悟）
- PSYCHO-PASS（槙島聖護）
- 天才黃金腦～神之謎II（盧克·盤城·克羅斯費德）
- 只要妳說妳愛我（黑澤大和）
- 櫻花莊的寵物女孩（三鷹仁）
- 織田信奈的野望（服部半藏）
- FAIRY TAIL（史汀格·尤古里夫）
- 魔奇少年（賈法爾）

2013年
- 戰勇。（亚努阿·艾因〈一月〉）
- 心跳！光之美少女（喬岡田）
- 百花繚亂 SAMURAI BRIDE（德川慶彥）
- 惡魔倖存者2（憂鬱者）
- 王者天下2（輪虎）
- 直笛與背包Mi☆（竹兄）
- 狗與剪刀必有用（春海和人）
- 槍彈辯駁 希望學園與絕望高中生  The Animation（桑田憐恩）
- SERVANT×SERVICE（一宮大志）
- 有頂天家族（下鴨矢三郎）
- 記錄的地平線（克拉斯提）
- 鑽石王牌（御幸一也）
- 魔奇少年 The Kingdom of Magic（賈法爾）
- 天才黃金腦～神之謎III（盧克·盤城·克羅斯費德）
- 機巧少女不會受傷（辛格）
- 限制級殺手（殺手先生）
- 聲優戰隊VOICETORM7（四方田豪）
- 東京闇鴉（大連寺至道）

2014年
- 流浪神差（蠃蚌）
- 愚者信長（明智·光秀）
- BUDDY COMPLEX（野牛·傑拉菲爾）
- 即使如此世界依然美麗（巴魯德）
- 惡魔的謎語（溝呂木邊）
- 第二季（史汀格·尤古里夫）
- SOUL EATER 噬魂者 NOT！（茜）
- 棺姬嘉依卡（辛·亞裘拉）
- 銀河騎士傳（岐神海苔夫）
- 東京喰種（詩）
- 白銀的意志 ARGEVOLLEN（施雷恩·里希特霍芬）
- ALDNOAH.ZERO（惴蘭爾）
- 笑傲曇天（金城白子）
- 記錄的地平線 第二期（克拉斯提）
- 灰色的果實（風見雄二）
- 七大罪（古利亞摩爾）
- 狼少女和黑王子（佐田恭也[13]）
- 電波少女與錢仙大人（狗神）
- 晨曦公主（甘·迪淳）
- SHIROBAKO（野龜武藏）
- PSYCHO-PASS 2（雛河翔）

2015年
- 絕對雙刃（K）
- 大家集合！Falcom 學園（C）
- 軍人少女！（格魯伍長、怪人The Rabbit）
- 東京喰種√A（詩）
- 死亡遊行（島田）
- DOG DAYS"（弗蘭波瓦茲·夏爾雷）
- 純潔的瑪利亞（貝爾納）
- 食戟之靈（一色慧）
- 終結的熾天使（費里德·巴特利）
- Baby Steps ~網球優等生~ 2（難波江優）
- 鑽石王牌 -SECOND SEASON-（御幸一也）
- 吹響吧！上低音號（瀧昇、管樂團成員）
- 銀魂°（齋藤終）
- 銀河騎士傳 第九行星戰役（岐神海苔夫）
- 灰色的迷宮（風見雄二）
- 灰色的樂園（風見雄二）
- GANGSTA.（馬爾可·亞德利亞諾）
- 亂步奇譚 拉普拉斯的遊戲（明智）
- 純情羅曼史3（高橋美咲）
- 魔鬼戀人 MORE,BLOOD（無神琉輝）[14]
- K RETURN OF KINGS（草薙出雲）[15]
- 學戰都市Asterisk（亞涅斯特·費爾克勞）
- 受讚頌者 虛偽的假面（扇）
- 排球少年！！第二季（月島明光）
- 境界觸發者 逃亡者篇（奇夫）
- 機動戰士GUNDAM 鐵血的孤兒（麥基利斯·法里度）
- 一拳超人（殭屍俠）
- 阿松（阿松）[16][17]
- 終結的熾天使 名古屋決戰篇（費里德·巴特利）

2016年
- 疾走王子Alternative（八神巴）
- Active Raid－機動強襲室第八課－（瀨名颯一郎）
- Divine Gate（聖誕老人）
- 百無禁忌！女高中生私房話（輕薄男）
- 石膏男團（柳澤宏典、佐倉金藏）
- 亞人（戶崎優）
- JoJo的奇妙冒險 不滅鑽石（岸邊露伴）
- 鬼牌遊戲（田崎／瀨戶禮二）
- 文豪Stray Dogs（法蘭西斯·史考特·基·費茲傑羅）
- 飛翔的魔女（帶來春天的使者）
- 魔奇少年 辛巴達的冒險（賈法爾）
- 金田一少年之事件簿R 第2期（神小路陸）
- 食戟之靈 貳之皿（一色慧）
- 烙印勇士（格里菲斯）
- 初戀怪獸（高橋奏、越前男〈奏〉）
- DAYS（臼井雄太）
- 亞爾斯蘭戰記 風塵亂舞（夏加德）
- 91Days（巴魯貝羅）
- Active Raid－機動強襲室第八課－ 2nd（瀨名颯一郎）
- 路人超能100（靈幻新隆）
- 文豪Stray Dogs 第2期（法蘭西斯·史考特·基·費茲傑羅）
- 七大罪 聖戰的預兆（古利亞摩爾）
- 時間飛船24（機械蜻蜓、機械蝎子、機械鍬甲蟲）
- 機動戰士GUNDAM 鐵血的孤兒 第二期（麥基利斯·法里度）
- 吹響吧！上低音號2（瀧昇）
- 漂流武士（安倍晴明）
- 排球少年！！烏野高中VS白鳥澤學園高中（月島明光）
- 亞人 第二期（戶崎優）
- 3月的獅子（林田高志）
- 啟航吧！編舟計畫（馬締光也）

2017年
- 時間飛船24（武者王、飛船鋼鑽）
- 龍的牙醫（小澤）
- 來自「没有荣耀的天才们」的故事（日语：栄光なき天才たち）（吉岡隆德）[18]
- 重啟咲良田（浦地正宗）
- 有頂天家族2（下鴨矢三郎）
- 阿童木起源（堤茂理也[19]）
- 遊戲王VRAINS（Ai/暗之伊格尼斯）
- Fate/Apocrypha（花之魔術師）
- 妖怪公寓的優雅日常（凱特西）
- 異世界食堂（亞歷山大）
- 跳水男孩（富士谷要一）
- 便利商店情人（櫻小路正宗）
- 將國戡亂記（古拉拉托·貝爾里克）
- 舞動青春（釘宮方美）
- 咕嚕咕嚕魔法陣（吉布爾）
- KAITO×ANSA（有進杏茶）
- 迪亞地平線（被）（維克托）
- 阿松（第2期）（阿松）
- 黑色五葉草（里希特）
- 食戟之靈 餐之皿（一色慧）
- Infini-T Force（Tekkaman／南城二）
- DYNAMIC CHORD（音石夕星）
- 網路勝利組（櫻井優太、Harth）
- 終物語下 (忍野咩咩)

2018年
- 3月的獅子 第2期（林田高志）
- 皇帝聖印戰記（維拉爾·康士坦斯）
- 霸穹 封神演義（四不象）
- OVERLORD II（吉克尼夫·倫·法洛德·艾爾·尼克斯）
- 冷然之天秤（鷺澤累[20]）
- 宇宙戰艦提拉米蘇（五十鈴·一之瀨／科迪）
- 多田君不戀愛（シャルル・ド・ロワール）
- 閃電十一人 戰神的天秤（萬作雄一郎、水神矢成龍）
- DEVILSLINE 惡魔戰線（菊原桐郎）
- 屁屁偵探（怪盜U）
- 夢王國與沉睡中的100位王子殿下（奧里恩[21]）
- 殺戮的天使（丹尼）
- 索斯機械獸WILD（ベーコン）
- 工作細胞（輔助性T細胞）
- 暮光幻影（布拉德·加芬克爾）
- OVERLORD III（吉克尼夫·倫·法洛德·艾爾·尼克斯）
- Angolmois 元寇合戰記（面具男子）
- 天狼 Sirius the Jaeger（米哈伊爾）
- 付喪神出租中！（佐太郎[22]）
- 宇宙戰艦提拉米斯II（五十鈴·一之瀨）
- 天空與海洋之間（風祭讓次）
- 大人的防具店（納汀）
- 閃電十一人 俄里翁的刻印（萬作雄一郎）
- 東京喰種:re 第2期（詩）
- 傀儡馬戲團（阿紫花英良）
- 七大罪 戒律的復活（古利亞摩爾）
- 遊戲王VRAINS（Ai/暗之伊格尼斯）

2019年
- 關於我轉生變成史萊姆這檔事（迷之男人／黑／迪亞布羅）
- 路人超能100 II（靈幻新隆）
- POP TEAM EPIC TV Special（POP子〈第13話 玄武 B Part〉）
- 鑽石王牌 actII（御幸一也）
- 魔法水果籃（草摩綾女[23]）
- 鬼滅之刃（富岡義勇[24]）
- 深夜的超自然公務員（狩野一悟）
- 凱洛與塔斯黛（斯賓塞·西蒙斯）
- 文豪Stray Dogs 第3期（法蘭西斯·史考特·基·費茲傑羅）
- 一拳超人（第2期）（殭屍俠）
- Fate/Grand Order -絕對魔獸戰線巴比倫尼亞-（梅林[25]）
- 夢幻之星Online2 EPISODE ORACLE（路沙[26]）
- 七大罪 眾神的逆麟（古利亞摩爾）
- 星合之空 （櫻井隆幸[27]）
- PSYCHO-PASS 3（雛河翔）
- 遊戲王VRAINS（Ai/暗之伊格尼斯）

2020年
- 籃球少年王（白石靜）
- 空挺Dragons（尼科[28]）
- 寶石商人理察的謎鑑定（理察·拉納辛哈·德維爾皮安[29]）
- 織田肉桂信長（今川吉爾伯特義元[30]） - 「櫻犬孝宏」名義
- 暗黑破壞神在身邊。（花鳥兜[31]）
- 數碼寶貝大冒險：（甲蟲獸[32]）
- 格萊普尼爾 （宇宙人）
- 魔法水果籃 2nd season（草摩綾女）
- 天晴爛漫！（迪蘭·G·奧汀[33]）
- 噴嚏大魔王2020 （甘杉仁）
- 啄木鳥偵探處（金田一京助[34]）
- 非槍人生NO GUNS LIFE 第2期（約翰·D·功木）
- 炎炎消防隊 貳之章（優一郎黑野[35]）
- 勇者鬥惡龍 達伊的大冒險（2020）（阿邦、下回預告旁白）
- 咒術迴戰（夏油傑）
- 池袋西口公園（橫山禮一郎）
- 惡玉Drive（殺人鬼）
- 阿松（第3期）（阿松）

2021年
- 搖曳露營△ SEASON2（志摩涉）
- 大人的防具店II（納登）
- 勇者鬥惡龍 達伊的大冒險（2020）（旁白）
- 記錄的地平線 圓桌崩壞（克拉斯提）
- 工作細胞!!（輔助性T細胞）
- Hortensia SAGA 蒼之騎士團（盧坎·德·魯修）
- 關於我轉生變成史萊姆這檔事 第2期（惡魔→迪亞布羅）
- 七騎士 革命 -英雄的繼承者-（吉尼斯）
- 聖女魔力無所不能（艾爾柏特·霍克）
- 七大罪 憤怒的審判（古利亞摩爾）
- 後空翻少年！！（志田周作）
- 魔法水果籃 The Final（草摩綾女）
- BACK ARROW（教祖）
- 再見了，我的克拉默（高萩數央）
- 暗夜第六感 2041（黑木拓哉）
- 蓋特機器人ARC（一文字號）
- 海賊王女（紫檀）
- 百萬噸級武藏（グリファース・クレド）
- 國王排名（德斯帕[36]）
- 鬼滅之刃 無限列車篇（富岡義勇）

2022年
- 泡泡糖忍戰（伯頓[37]）
- 时光代理人日语版（陆光）
- 平家物語（平重盛）
- 海螺小姐（主人[38]）
- 群青的開幕曲（朝日豐[39]、朝日武）
- INSECT LAND（旁白）
- 受讚頌者 二人的白皇（扇[40]）
- OVERLORD IV（吉克尼夫·倫·法洛德·艾爾·尼克斯）
- 路人超能100 III（靈幻新隆）
- BLUE LOCK 藍色監獄（糸師冴[41]）
- BLEACH 千年血戰篇（吉良井鶴）
- 福星小子（第2作）（尾津乃燕[42]）
- 数码宝贝幽灵游戏（巴尔兽）

2023年
- 文豪Stray Dogs 第4期（法蘭西斯·史考特·基·費茲傑羅）
- 國王排名 勇氣的寶箱（德斯帕[43]）
- 咒術迴戰 第2期（夏油傑）
- 聖女魔力無所不能II（艾爾柏特·霍克[44]）

2024年
- （犬々先輩[45]）
- 關於我轉生變成史萊姆這檔事 第3期（迪亞布羅[46]）
- 吹響吧！上低音號3（瀧昇）
- 鬼滅之刃 柱訓練篇（富岡義勇[47]）
- BLUE LOCK 藍色監獄 VS. U-20 JAPAN（糸師冴[48]）

2025年
- 天久鷹央的推理病歷表（蜂須賀茂[49]）
- 炎炎消防隊 參之章（優一郎黑野[50]）
- 阿松 第4期（阿松[51]）
- 一拳超人 第3期（殭屍俠[52]）

2026年
- 鑽石王牌 actII Second Season（御幸一也[53]）

### OVA
- 守護之心（渡和也）
- 夏日物语（濑户一贵）
- 鴉 -KARAS-（鳳春院迥向）
- 今日大魔王! R（澀谷有利）
- 聖鬥士星矢 冥界篇（紫龍）
- .hack//Liminality（香住智成）
- PHANTOM THE ANIMATION（吾妻玲二）
- 秋之回憶5：中斷的影片 THE ANIMATION（日名雄介）
- 漂亮/抓狂爸爸（榊俊介）
- switch(緝毒特搜班) （倉林春）
- DOGS（Haine）
- 四聖獸～幾千個晝與夜篇～（玄武真）
- 聖鬥士星矢 THE LOST CANVAS 冥王神話（天貴星 米諾斯）
- 真蓋特機器人對NEO蓋特機器人（一文字號）
- 罪惡王冠：失落的聖誕節（斯克鲁奇）
- Fate/Prototype（Saber）
- 翼與螢火蟲（鳥羽結真）

2005年
- 反亂獵人X THE DAY OF Σ（X）
- 喜歡就是喜歡!!（北村風太〈大人〉）
- 最终幻想VII：降临之子（克勞德·史特萊夫）

2012年
- 純情羅曼史（高橋美咲）

2014年
- 翠星上的加爾岡緹亞-遙遠的巡迴航路 前編（機器人）

2016年
- 食戟之靈「巧的下町合戰」（一色慧）
- 終結的熾天使「吸血鬼沙哈爾」（費里德·巴特利）
- 亞人「中村慎也事件」（戶崎優）
- 一拳超人 #06「過於不可能的殺人事件」（殭屍俠）
- 漂流武士（安倍晴明）
- 食戟之靈「暑假的繪里奈」（一色慧）
- 亞人（戶崎優）※漫畫第9卷附OAD限定版

2017年
- 魔法使的新娘 等待繁星之人（三浦理一）※隨著單行本第6－8冊特裝版的發行附贈DVD
- 食戟之靈 貳之皿「秋月的邂逅」（一色慧）
- 食戟之靈 貳之皿「遠月十傑」（一色慧）

2019年
- 路人超能100 第一回靈能相談所員工旅遊～填滿內心的療癒之旅～（靈幻新隆）
- 列比烏斯 （比尔·韦恩博格）
- 鬼滅之刃 兄妹之絆（富岡義勇）

2020年
- 鬼滅之刃 那田蜘蛛山篇（富岡義勇）
- 鬼滅之刃 柱合會議蝶屋敷篇（富岡義勇）

### 劇場動畫
2006年
- 遙遠時空 舞一夜（多季史）

2007年
- 東京糖衣巧克力（悠大）
- 日本鎖國（Ryou）
- hack//G.U. TRILOGY（ハセヲ）
- 佛陀（那拉塔塔）

2012年
- 名偵探柯南：第11位前鋒（比護隆佑）
- 黃金時代篇I 霸王之卵（格里菲斯）
- 黃金時代篇II 多爾多雷攻略戰（格里菲斯）

2013年
- 黃金時代篇III 降臨（格里菲斯）

2014年
- 劇場版 K MISSING KINGS 消失的王權者（草薙出雲）

2015年
- 劇場版 PSYCHO-PASS心靈判官（雛河翔、槙島聖護）
- 數碼寶貝大冒險tri.第1章「再會」（甲蟲獸）
- 亞人 -衝動-（戶崎優）

2016年
- 加速世界 INFINITE∞BURST（Blue Knight）
- 亞人 -衝突-（戶崎優）
- 傷物語Ⅰ 鐵血篇（忍野咩咩）
- 傷物語Ⅱ 熱血篇（忍野咩咩）
- 劇場版 吹響吧！上低音號～歡迎加入北宇治高中管樂團～（瀧昇）
- 數碼寶貝大冒險tri.第2章「決意」（甲蟲獸）
- ONE PIECE FILM GOLD（吉爾德·泰佐洛〈青年〉）

2017年
- 傷物語Ⅲ 冷血篇（忍野咩咩）
- 虐殺器官（約翰·保羅）
- 特工次時代（霧亥[54]）
- Code Geass 反叛的魯路修 I 興道（樞木朱雀）
- GODZILLA -怪獸惑星-（梅特菲斯）
- 劇場版 吹響吧！上低音號～想傳達的旋律～（瀧昇）

2018年
- Code Geass 反叛的魯路修 II 叛道（樞木朱雀）
- 莉茲與青鳥（瀧昇）
- Code Geass 反叛的魯路修 III 皇道（樞木朱雀）
- PEACE MAKER鐵（山崎烝）

2019年
- PSYCHO-PASS Sinners of the System Case.1 罪與罰（雛河翔）
- PSYCHO-PASS Sinners of the System Case.3 恩仇的彼方（槙島聖護）
- Code Geass 復活的魯路修（樞木朱雀）
- 阿松 劇場版（阿松）
- 劇場版 吹響吧！上低音號～誓言的終章～（瀧昇）
- 屁屁偵探：咖哩香料事件（怪盜U）
- HUMAN LOST 人間失格（堀木正雄）
- 我們的7日戰爭（本多政彥）

2020年
- 數碼寶貝 LAST EVOLUTION 絆（甲蟲獸）
- 劇場版 SHIROBAKO（野龜武藏）
- PSYCHO-PASS心靈判官3 FIRST INSPECTOR（雛河翔）
- 屁屁偵探：瓢蟲遺跡之謎（怪盜U）
- 鬼滅之刃劇場版 無限列車篇（富岡義勇）
- 順其自然的日子（澤老師）
- 劇場版 Fate/Grand Order -神聖圓桌領域卡美洛- 前篇 Wandering; Agateram（花之魔術師梅林）
- HoneyWorks 10th Anniversary "LIP×LIP FILM×LIVE"（前田睦）

2021年
- 劇場版 Fate/Grand Order -神聖圓桌領域卡美洛- 後篇 Paladin; Agateram（花之魔術師梅林）
- 銀河騎士傳：織愛之星（岐神海苔夫）
- 屁屁偵探：舒芙蕾島的秘密（怪盜U）
- 劇場版超時空要塞Δ 絕對LIVE!!!!!!（シドニー・ハント）
- 劇場版 咒術迴戰 0（夏油傑）

2022年
- 屁屁偵探電影：天才惡人屁屁亞蒂（企鵝太郎）
- 電影版 搖曳露營△（志摩涉）
- 電影版 後空翻少年！！（志田周作）
- 阿松～希皮波族與閃耀果實～（阿松）
- 劇場版 關於我轉生變成史萊姆這檔事 紅蓮之絆篇（迪亞布羅）

2023年
- 劇場版 PSYCHO-PASS心靈判官 PROVIDENCE（雛河翔[55]）
- 阿松～靈魂的章魚燒派對與傳說的夜宿活動～（阿松）
- 特別篇 吹響吧！上低音號～合奏團競賽篇～（瀧昇[56]）

2024年
- 傷物語 -曆·吸血鬼-（忍野咩咩[57]）
- 屁屁偵探電影：再見親愛的夥伴（屁屁）啊（企鵝太郎）
- 屁屁偵探電影：萬事OK俱樂部 VS 怪盜U（怪盜U）
- 心之觸碰。[58]

2025年
- 親鸞 人生的目的（親鸞聖人〈青年期〉[59]）
- 屁屁偵探電影：星與月（怪盜U[60]）
- 鬼滅之刃劇場版 無限城篇 第一章 猗窩座再襲（富岡義勇[61]）

### 網路動畫
2011年
- copihan（栂山晴彥）

2015年
- 弱酸性百萬亞瑟王（庫丘林）

2016年
- 歐西里斯的天秤（教祖）
- 曆物語（忍野咩咩）
- 走れ!おう松さん 6つ子とおうまの物語（松野おそ松）
- Historical（エンザ）

2017年
- 屁屁偵探（怪盜U）

2018年
- 閃光傳說劇場（阿斯貝爾·蘭特）

2019年
- 7SEEDS 幻海奇情（涼）
- 聖鬥士星矢: Knights of the Zodiac（天龍座紫龍）
- 拳願阿修羅（哈薩德）
- Levius列比烏斯（比爾．溫伯）

2020年
- Battle Spirits 赫盟的加雷特（加雷特·雷沃）
- 蟲籠的卡伽斯特爾（弗朗茨）
- 泡泡糖忍戰 第0集 忍者泡泡糖誕生（バートン）
- 破曉之翼（丹帝）

2021年
- 終末的女武神（波賽頓）

2022年
- 新羅馬浴場（吉田）
- Shenmue the Animation（藍帝）

2023年
- 伊藤潤二狂熱：日本恐怖故事（引摺一也[62]）
- Fate/Grand Order 搞不懂的藤丸立香（梅林）

2024年
- Fate/Grand Order 搞不懂的藤丸立香 第2期（亚瑟王）

### 特攝
- 海賊戰隊豪快者（第14話－）
- 超人力霸王Orb（Orb圓環人聲）

### 日劇
- 戀聲情人夢（松原春優）

### 吹替
電視/電影
| 年份 | 作品                                  | 角色                           | 演員                | 備註                |
| ---- | ------------------------------------- | ------------------------------ | ------------------- | ------------------- |
| 2008 | 吸血新世紀                            | 愛德華·庫勒                    | 羅拔·柏迪臣         | DVD版本             |
| 2009 | 吸血新世紀2：新月傳奇                 | 愛德華·庫勒                    | 羅拔·柏迪臣         | DVD版本             |
| 2010 | 吸血新世紀3：月蝕傳奇                 | 愛德華·庫勒                    | 羅拔·柏迪臣         | 影碟版本            |
| 2011 | 吸血新世紀4：破曉傳奇（上）           | 愛德華·庫勒                    | 羅拔·柏迪臣         | 影碟版本            |
| 2012 | 吸血新世紀4：破曉傳奇（下）           | 愛德華·庫勒                    | 羅拔·柏迪臣         | 影碟版本            |
| 2010 | 驚動了愛情                            | 泰勒·霍金斯                    | 羅拔·柏迪臣         | Netflix串流媒體     |
| 2012 | 墮樂迷城                              | 艾力·帕克                      | 羅拔·柏迪臣         | 影碟版本            |
| 2014 | 墮莫星圖                              | Jerome Fontana                 | 羅拔·柏迪臣         | 影碟版本            |
| 2019 | 亨利五世：新王之路                    | 法國皇太子                     | 羅拔·柏迪臣         | Netflix串流媒體     |
| 2020 | 神棄之地                              | Preston Teagardin              | 羅拔·柏迪臣         | Netflix串流媒體     |
| 2020 | TENET天能                             | Neil                           | 羅拔·柏迪臣         | 影碟版本            |
| 2003 | 少林武王                              | 曇宗                           | 吳京                | DVD版本             |
| 2003 | CSI：MIAMI                            | 湯米·錢德勒                    | 基斯·派恩           | 電視頻道/DVD版本    |
| 2004 | 對不起，我愛你                        | 崔允                           | 鄭敬淏              | 東京電視台/DVD版本  |
| 2005 | 一球成名                              | Santiago Munez                 | 庫諾·貝克           | DVD版本             |
| 2006 | Power Rangers：Mystic Force           | Nick Russell (魔法紅戰士)      | Firass Dirani       | DVD版本             |
| 2007 | 一球成名2                             | Santiago Munez                 | 庫諾·貝克           | DVD版本             |
| 2007 | 浪蕩天涯                              | 克里斯多夫·麥肯迪尼斯          | 艾米爾·荷許         | 影碟版本            |
| 2008 | 讀愛                                  | 少年的米沙毅·伯格              | 大衛·克勞斯         | 影碟版本            |
| 2009 | Kamen Rider：Dragon Knight            | Danny Cho/Hunt （幪面超人Axe） | Mike Moh            | 電視頻道/DVD版本    |
| 2009 | 一球成名3                             | Santiago Munez                 | 庫諾·貝克           | DVD版本             |
| 2009 | 約翰連儂：不羈前傳                    | 約翰·連儂                      | 艾倫·莊遜           | 影碟版本            |
| 2010 | 變種食人鯧3D                          | 傑克·佛瑞斯特                  | 史蒂夫·R·麥昆       | 影碟版本            |
| 2012 | 清潭洞愛麗絲                          | 車承調                         | 朴施厚              | TBS衛星頻道/DVD版本 |
| 2013 | 嚇鬼阿嫂                              | 阿東                           | Nattapong Chartpong | 影碟版本            |
| 2014 | 那夜凌晨，我坐上了旺角開往大埔的紅VAN | 游梓池                         | 黃又南              | 影碟版本            |
| 2015 | 芝加哥醫情                            | 威廉·霍斯泰德                  | 尼克·戈爾弗斯       | NHK頻道             |
| 2016 | 尋根                                  | Kunta Kinte                    | 馬拉基·卡比         | TBS衛星頻道         |
| 2020 | 梨泰院Class                           | 朴世路                         | 朴敘俊              | Netflix串流媒體     |

### 遊戲
1999年
- 莎木 一章 横須賀系列（藍帝、栗田士郎、馳浩司、三橋五郎）

2000年
- The Bouncer（Sion Barzard）

2001年
- 莎木II（Yuan）

2002年
- 王國之心（克勞德·史特萊夫）
- .hack（ジーク）
- JoJo的奇妙冒險 黃金的旋風（布羅諾·布加拉提）

2004年
- 學園天堂 BOY'S LOVE SCRAMBLE!（遠藤和希）
- 幕末戀華 新選組（才谷梅太郎）
- Full House Kiss（羽倉麻生）
- 洛克人X Command Mission指令任務（X）

2005年
- 反亂獵人X（X）
- （松原大樹、滿）
- 洛克人X8（X）
- 遺蹟傳奇（ワルター・デルクェス）
- NANA（本城蓮）
- 夢幻遊戲～玄武開傳 外傳～鏡之巫女（女宿（男）／黎穆佗）
- 夢幻奇緣2☆☆☆（路德·威爾森）
- 天外魔境III（ナミダ）
- 秋之回憶5：中斷的影片（日名雄介）
- 美少女夢工場4（人類王子夏洛璐）
- 抓猴啦系列（藍巫奇（ウッキーブルー））

2006年
- 乙女戀愛革命!!（一之瀨蓮）
- （澀谷有利）
- 今日大魔王! 起始之旅（澀谷有利）
- （杉田宗親）
- .hack//G.U.（ハセヲ）
- 耽美夢想 II ～榮耀、正義與愛～（歐路菲）

2007年
- 今日大魔王! 真魔國的假日（澀谷有利）
- 秋之回憶5：再演（日名雄介）
- 核心危機：最終幻想VII（克勞德·史特萊夫）
- 信賴鈴音～蕭邦之夢～（フーガ）
- 火影忍者疾風傳EX2（赤砂蠍）

2008年
- 最終幻想 紛爭（克勞德·史特萊夫）
- 白騎士物語-古之鼓動（シャプ－ル）
- 戰場女武神（伏魯迪奧·拉恰多）
- 零～月蝕的假面～（灰原耀）

2009年
- 美德傳奇（阿斯貝爾·蘭特）
- Wand of Fortune 幸運之杖系列（日语：ワンド オブ フォーチュン）（ユリウス）

2010年
- 二世之約（山本堪助）
- 槍彈辯駁 希望學園與絕望高中生（桑田憐恩）
- HOSPITAL（CR-SO1）

2011年
- 籠中的艾莉希絲（法藍西斯）
- 最終幻想 零式（暮雨）
- 三國戀戰記～少女的兵法!～（雲長）
- .hack//LINK（ハセヲ）
- 二世之約 想い出の先へ（山本堪助）
- 最終幻想 紛爭012（克勞德·史特萊夫）

2012年
- BLACK WOLVES SAGA -Bloody Nightmare- （メヨーヨ‧フォン‧ガバルディ）
- 聖痕幻想（賽凡提斯）（註：僅日版）
- BLACK WOLVES SAGA -Last Hope- （メヨーヨ‧フォン‧ガバルディ）
- 罪恶王冠：失落的圣诞节（斯克鲁奇）

2013年
- 英雄傳說 閃之軌跡（克洛·安布斯特）
- 花漸開（桂小五郎〈白玖〉）
- 火影忍者疾風傳EX3（赤砂蠍）

2014年
- 十三支演義～偃月三國傳（諸葛亮）
- 夢幻之星網路版2（ダークファルス・ルーサー）、（サガ）
- 英雄傳說 閃之軌跡II（克洛·安布斯特）
- 夢王國與沈睡中的100位王子殿下（奧里恩、伊里亞）
- 碧藍幻想（路西法（召喚石））
- 任天堂明星大亂鬥3DS/Wii U（克勞德·史特萊夫）※收費追加下載內容登場的角色

2015年
- 乖離性百萬亞瑟王（クーホリン）
- 戰國BASARA4 皇（千利休）
- 最終幻想 紛爭NT （克勞德·史特萊夫）
- 魔鬼恋人MoreBlood（无神硫輝）
- 傳頌之物 虛偽的假面（扇）
- 魔法使與黑貓維茲（艾魯多貝里克•哥德）

2016年
- 夢王國與100位沉睡的王子殿下（奧里恩）
- 傳頌之物 兩人的白皇（扇）
- Fate/Grand Order（梅林、亚瑟·潘德拉贡）
- 碧藍幻想（路西歐）
- 闇影詩章（路西法）

2017年
- 在茜色的世界中與君詠唱（藤原定家）
- 陰陽師（賣藥郎）
- 異度神劍2（真）
- 仁王 (遊戲)（石田三成）
- 聖火降魔錄 回音 另一名英雄王（盧卡）
- 聖火降魔錄 英雄雲集（盧卡、艾利烏德、尤利烏斯）

2018年
- 被囚禁的掌心 Refrain（須田）
- 白貓tennis（ニオー）
- 甜點王子2（艾維斯‧凱勒）
- 任天堂明星大亂鬥 特別版（克勞德·史特萊夫）
- 劍魂VI（古羅）

2019年
- JUMP FORCE（天龙座紫龙）
- 超級機器人大戰T（雷·郎格蘭）
- 文豪Stray Dogs 迷ヰ犬怪奇譚（法蘭西斯·F）
- 白貓project（ヴァイス）
- TEPPEN（X）

2020年
- 最終幻想VII 重制版（克勞德·史特萊夫）
- 洛克人X DiVE（日语：ロックマンX DiVE）（X）
- Crash Fever（迪亞布羅）
- エリオスライジングヒーローズ（シリウス）
- 英雄傳說 創之軌跡（克洛·安布斯特）
- 怪物彈珠（閻魔）
- 守望傳說（九尾狐加拉姆）
- 聖火降魔錄 英雄雲集（布拉米蒙德）

2021年
- 寶可夢大師（丹帝）
- 明日方舟（异客）
- 格蘭騎士團（奧爾塔）

2024年
- 碧藍幻想 Versus -RISING-（路西弗）
- 鋼彈創壞者4（勇气）
- 英雄傳說 界之軌跡（克洛·安布斯特）

### 廣播劇CD
- ZOMBIE-LOAN VOCAL SERIES Vol.2 ICE BULLET（橘思徒）
- Saint Beast Coupling CD 
- 倉林春（倉林春）
- switch Vol.1（倉林春）
- switch Vol.2 DS編（倉林春）
- switch Vol.3 MP編（倉林春）
- （堀之內慶介）
- 魔偵探洛基 RAGNAROK CD Vol.4（洛基〈覺醒後〉）
- 戀愛情結（大谷敦士）
- 學園天堂（遠藤和希）
- 喜歡就是喜歡（北村風太（大人））
- 嘻皮笑園（桃瀨修）
- 今日大魔王!系列（澀谷有利）
- 純情羅曼史（高橋美咲）
- FIVE!（矢內小次郎）
- Vie Durant（傳英）
- Memories Off ＃5 7 Yusuke（日名雄介）
- （喜多八）
- Vol.2
- 朗讀CD「不思議工房症候群」 EPISODE.3
- KAMUI（蓮見敦真）
- 無法掙脫的背叛（路卡·庫洛斯桀利亞）
- 夢幻奇緣2系列 （路德·威爾森）
- 要你對我×××!（北見時雨）※第8、9巻 特装版附廣播劇CD
- Are You Alice? 系列 （愛麗絲）
- 葬儀屋リドル（佐倉隼）
- 狼少女和黑王子（佐田恭也）
- L❤DK（久我山柊聖）
- Garden of Avalon （梅林）
- 管耳猫（鎖神七晚[63]）

瀨修）
- 小書痴的下剋上：為了成為圖書管理員不擇手段！
  - 廣播劇CD（斐迪南[64]）
  - 廣播劇CD2（斐迪南[65]）

### 廣播節目
- （與聲優鈴村健一、松來未祐共同主持）
- - 文化放送

與聲優植田佳奈（2002年10月～2005年3月）、小清水亞美（2005年4月～2009年4月4日）、井口裕香（2009年4月11日～2019年3月30日）、白石晴香（2019年4月6日～降板前）共同主持
- （與聲優小野坂昌也、清水香里共同主持）
- 櫻井孝宏
- 櫻井孝宏
- 櫻井孝宏
- 櫻井孝宏TAMARIBA
- （與女演員高橋麻理共同主持）
- .hack//G.U.RADIO （與聲優榎本溫子共同主持）
- 鬼滅の刃 水柱-富岡義勇